# Autoportrait (Bril)
Pour les articles homonymes, voir Autoportrait (homonymie).
Autoportrait est un tableau peint à l'huile sur toile par l'artiste flamand Paul Bril, probablement entre 1595 et 1600. Il fait partie de la collection du Rhode Island School of Design Museum de Providence.

## Description
Le tableau représente l'artiste, élégamment vêtu et tenant un luth, assis devant sa palette et son chevalet, sur lequel est posé un tableau de paysage.
Bril est vu de dos et se tourne vers le spectateur. Il saisit fermement le luth, avec des doigts actifs et articulés. La peinture de paysage sur le chevalet est typique des premiers travaux de Bril, qui se caractérisent par de petites figures, des premiers plans profonds et ombragés et des « masses de feuillage argenté, attributs que [Bril] partageait avec d'autres peintres flamands ».  Cela a aidé à dater l'œuvre à environ 1595-1600.
Dans cet autoportrait, Bril a cherché à montrer au spectateur qui il est et « ce qu'il représente ».  Bril sérénade son propre travail, sa main tenant fermement son luth. Pourtant, « très généreusement », il regarde vers le spectateur, l'invitant au « dialogue qu'il entretient avec son propre travail en cours ». Le peintre partage avec le spectateur une « force poétique croissant progressivement », à laquelle il donne une manifestation métaphorique dans la musique qu'il joue avec le luth. Il « nous invite à faire partie de ce mystère de la création ».